# 迪恩 (加利福尼亞州)
迪恩（英語：Dean）是位於美國加利福尼亞州蒙特雷縣的一個非建制地區。該地的面積和人口皆未知。

## 地理
迪恩的座標為36°31′15″N 121°27′44″W / 36.52083°N 121.46222°W，而該地的平均海拔高度為38米（即125英尺）。